# バイエルン州議会
バイエルン州議会（バイエルンしゅうぎかい、ドイツ語: Bayerischer Landtag）は、ドイツの連邦州であるバイエルン州の議会である。

## 歴史
1818年5月26日、バイエルン王国は新憲法を発布し、同憲法に基づき二院からなる身分制議会が設立されることとなった。この二院制のバイエルン王国議会は、第一院である「参議院」（Kammer der Reichsräte）が貴族や聖職者などによって構成され、第二院となる「衆議院」（Kammer der Abgeordneten）は国民による選挙で議員が選出されていた。1819年2月にはバイエルンで初めての議会が開かれている。また当初、衆議院は身分別の投票により議員を選出していたが、1848年にはこれが廃止され、25歳以上のすべての男子納税者に選挙権が与えられた。
第一次世界大戦末期にドイツ革命が起きると、バイエルンでも1918年11月7日に独立社会民主党の指導者のクルト・アイスナーにより王政の廃止とバイエルン共和国の樹立が宣言され、ルートヴィヒ3世は亡命した。アイスナーは首相に就任したが、1919年2月の選挙でアイスナー率いる独立社会民主党は大敗し、辞任表明を行うために議会に向かう途上、右翼将校に暗殺された。アイスナーの暗殺後、1919年3月にヨハネス・ホフマンが後任の首相に就いたが、その直後の4月に社会主義者による革命が起きバイエルン・レーテ共和国の樹立が宣言された。これを受けてホフマン政権はミュンヘンから北部のバンベルクに逃れた。このバンベルクの地でバイエルンの新憲法が公布され、新憲法では参議院が廃止され一院制へと移行することとなった。
1946年にバイエルン自由州の憲法が公布され、バイエルン上院(Bayerischer Senat バイエルン元老院）が創設されたことでバイエルンは再び二院制となった。1998年にバイエルン上院廃止の可否を問う住民投票が実施され、賛成票が有効投票の69.2%を占めた。ドイツ国内においてバイエルン州は二院制を採用していた唯一の連邦州であったが、この住民投票の結果を受けてバイエルン上院は廃止された。

## 政党と議席数
2024年9月現在の議席数は203議席。会派別の構成は以下の通り。
| 会派名                       | 議員数 |
| ---------------------------- | ------ |
| ■キリスト教社会同盟（CSU）   | 85     |
| ■自由な有権者（FW）          | 37     |
| ■同盟90/緑の党（B90/Grüne）  | 32     |
| ■ドイツのための選択肢（AfD） | 32     |
| ■社会民主党（SPD）           | 17     |
| 合計                         | 203    |